# Kustotter
De kustotter (Lontra felina), ook wel chungungo-otter of mariene otter genoemd, is een zoogdier uit de familie van de marterachtigen (Mustelidae). De wetenschappelijke naam van de soort werd voor het eerst geldig gepubliceerd door Molina in 1782.

## Leefomgeving
De soort komt voor langs de zuid-westkust van Zuid-Amerika in Peru, Chili en Argentinië.